# Mutatis mutandis
Mutatis mutandis е фраза от латински, която се превежда като „Като се променят нещата, които трябва да се променят“, „с необходимите промени“, „по подразбиране“.